# Wie bist du, Frühling, gut und treu (Bruckner)
Wie bist du, Frühling, gut und treu, WAB 58 ist ein Lied, das Anton Bruckner 1856 nach einem Text von Oskar von Redwitz komponierte.

## Geschichte
Bruckner komponierte das Lied auf fünf Strophen von Oskar von Redwitz’ Amaranths Waldesliedern. Er widmete das Werk Friedrich Mayer, Prälat des Stifts St. Florian.
Zwei Originalhandschriften werden in der Wiener Stadt- und Landesbibliothek und vom Herausgeber Anton Böhn & Sohn in Augsburg aufbewahrt. Das Lied wurde erstmals 1902 von Max Marschalk in Die Musik, Band 1, Nr. 17 veröffentlicht. Die Uraufführung fand am 5. Februar 1903 im Rahmen eines Konzerts des Wiener Akademischen Wagner-Vereins durch Gisella Seehofer statt, die dann auch Bruckners Ave Maria, WAB 7 und Im April uraufführte.
1930 wurde ein Faksimile des Liedes in Band III/2, S. 184–188 der Göllerich/Auer-Biographie veröffentlicht. Das Lied erscheint in Band XXIII/1, Nr. 2 der Gesamtausgabe.

## Text
Das Lied verwendet die Strophen 1, 2, 3, 8 und 9 aus Oskar von Redwitz’ Amaranths Waldeslieder.
Wie bist du, Frühling, gut und treu,

Daß nie du kömmst mit leerer Hand!

Du bringst dem Baume Blätter neu,

Dem Blümlein farbiges Gewand!

Du bringst das Lied dem Vögelein,

Durch dich so blau der Himmel lacht!

Du bringst der Welt den Sonnenschein.

Was hast du mir denn mitgebracht?

Waldvögelein! Wie singst du heut’

So herzlichlieb, wie nie zuvor!

Möcht’ fliegen ja vor lauter Freud’

Ein Vöglein hoch zu Gott empor!

Ihr lieben Vöglein, singt nur fort,

So lang’s vermag die kleine Brust!

Singt von des Frühlings Herrlichkeit,

Singt von des Frühlings Lieb’ und Lust!

Und sänget ihr auch ewig fort,

Viel tausend Jahre Tag und Nacht,

Ihr könntet singen nie genug!

So schön hat Gott die Welt gemacht!

## Musik
Das 102-Takte lange Werk in G-Dur ist für Solostimme und Klavier besetzt.

## Diskografie
Es gibt zwei Aufnahmen von Wie bist du Frühling, gut und treu:
- Robert Holzer (Bass), Thomas Kerbl (Klavier), Anton Bruckner Lieder/Magnificat – CD: LIVA 046, 2011. NB: Transponiert in E-Dur.
- Elisabeth Wimmer (Sopran), Daniel Linton-France (Klavier) in Bruckner, Anton – Böck liest Bruckner I – CD – Gramola 99195, 3. Oktober 2018 (in drei Teilen)